# Andrés Manjón
Andrés Manjón y Manjón (Sargentes de la Lora, Burgos, 30 de noviembre de 1846 - Granada, 10 de julio de 1923) fue un sacerdote, pedagogo y canonista español que impulsó la fundación de una institución educativa propia, dedicada inicialmente tanto a la enseñanza elemental como la formación de profesorado: las Escuelas del Ave María. En noviembre de 2020, la Iglesia católica inició el proceso de beatificación del presbítero burgalés.

## Biografía
Nacido en el término municipal de Sargentes de la Lora, en la provincia de Burgos, Andrés Manjón creció en el seno de una familia de labradores castellanos, como el hijo mayor de cinco hermanos. Nació el 30 de noviembre de 1846 (en algunas síntesis biográficas, y también en su expediente académico, aparece como fecha de nacimiento el año de 1847). Sus padres, Lino y Sebastiana Manjón y, sobre todo, su tío Domingo, sacerdote de una pequeña aldea, se empeñaron en que estudiara por la aplicación y dotes que se le apreciaban. Sus biógrafos achacan una influencia decisiva en su vocación por el estudio a su madre, a la que Manjón confesó un día que le gustaban más los jatos o becerros que los libros. Si bien él en su obra Derecho eclesiástico general y español escribe una expresiva frase: 

“Dedico este libro a dos seres muy queridos, el uno es mi padre (lux aeterna luceat ei), el otro es su hermano, humilde sacerdote de aldea, que me dio estudios de sagrada Teología y Derecho”.

Comenzó sus estudios primarios en el pueblo de Sargentes, de donde pasó al de Sedano. Como tanto su tío como su madre deseaban que se hiciera sacerdote, lo enviaran para que estudiara latín con el párroco del pueblo Barrio Panizares que tenía fama de gran latinista. Sin embargo, Manjón afianzó sus conocimientos en esta lengua en el centro de estudios preparatorios para teólogos existente en Polientes. Estos conocimientos le permitieron ingresar en el Seminario de Burgos en 1861, donde también estudió filosofía y teología entre 1861 y 1868, obteniendo el título de bachiller ese último año. Sin embargo, debido a los disturbios de la revolución de 1868 que destronó Isabel II, dicho Seminario se cerró y entonces Manjón optó por trasladarse a Valladolid donde estudiaría la carrera de Derecho en la Universidad de esta ciudad. Allí se licenció en junio de 1872 con unas magníficas calificaciones en Derecho civil y canónico. Ese año se desplazó a Madrid para realizar los pertinentes estudios de doctorado en la Universidad Central de Madrid. Tuvo como residencia el Colegio de San Isidoro en donde también impartió clases y fue un asiduo de la Real Academia de Jurisprudencia y Legislación con cuyo presidente, Eugenio Montero Ríos, tuvo algunos desencuentros motivados por su diferente postura ante el matrimonio civil. Asimismo, Manjón atacó en un artículo de prensa y en una conferencia la tolerancia y reconocimiento que Montero Ríos había dado a esta institución en los debates constitucionales de 1870. Defendió su tesis Sistemas diferentes respecto a la propiedad en 1873 en donde enalteció el derecho de propiedad y criticaba los desmanes del comunismo; su título de doctor en Derecho civil y canónico fue expedido el 12 de febrero de 1874.
Poco después de doctorarse ocupó durante unos meses la cátedra de Derecho romano de la Universidad de Salamanca. Más tarde conseguiría una plaza de auxiliar en la Universidad de Valladolid, donde explicó durante un curso Derecho canónico. En 1878 se presentó a la cátedra de Disciplina Eclesiástica en la Universidad salmantina, obteniendo el número uno de doce aspirantes, si bien, debido a la negativa del presidente del tribunal, Eugenio Montero Ríos, dicha plaza se cubrió, adjudicándola al opositor que obtuvo el número dos. Por fin fue catedrático por oposición en la Universidad de Santiago de Compostela para la asignatura Disciplina General de la Iglesia y particular de España, el 29 de abril de 1879 y ello a pesar de las intrigas de Montero Ríos. Parece que la intervención del Ministro de Fomento, el Conde de Toreno, fue decisiva para la adjudicación de dicha plaza. En este destino sólo estuvo un curso académico, pues de esta Universidad solicitó el traslado a la cátedra de Instituciones de Derecho canónico vacante en la Universidad de Granada, destino que consiguió el 17 de abril de 1880.
Con la estabilidad económica que le dio la cátedra, decidió continuar sus estudios en el Seminario del cabildo de la Abadía del Sacromonte, en donde se ordenaría sacerdote el 16 de junio de 1886, consiguiendo por oposición una canongía en dicha abadía. Celebró su primera misa en su pueblo natal aquel mismo año y además obtuvo el cargo de profesor en Derecho canónico de dicho Seminario, en donde desde hacía poco se había fundado una Facultad de Derecho canónico.
Un día, a finales de 1888, cuando pasaba ante una de las cuevas en el Sacromonte, oyó a unos niños gitanos analfabetos recitar el Ave María, lo que le llevó a iniciar su obra pedagógica con aquellos niños, acompañando en un principio a la maestra que les enseñaba. Allí mismo funda las Escuelas del Ave-María, su obra capital, a las que les dedica todo su dinero, su empeño y su tiempo. Allí comenzó don Andrés Manjón su obra revolucionadora de los métodos pedagógicos. Como han destacado los estudiosos de la pedagogía, Andrés Manjón dedicó todos sus esfuerzos y recursos económicos a la creación de centros docentes destinados a estudiantes marginados, preferentemente pobres y gitanos.
El proyecto avemariano lo trasladó a su pueblo natal. En 1918 había escuelas del Ave María en 36 provincias españolas. A lo largo de su vida, se abrieron unas 400 escuelas por todo el mundo. Fundó, además, el Seminario de Maestros para formar a los futuros responsables de las escuelas del Ave María: "no hay escuela sin maestro". Manjón daba mucha importancia a la formación de los maestros, pues decía que el maestro podía ser formador o deformador de caracteres. La inauguración del seminario de maestros tuvo lugar el 12 de octubre de 1905. Fue una obra muy querida por él.
Durante los primeros años de su estancia en Granada escribe un tratado sobre Derecho Canónico, considerado uno de los mejores de su época. Escribe, a lo largo de su vida, muchas obras (más abajo se señalan algunas) de carácter pedagógico, al servicio de la educación y de su ministerio sacerdotal, con un estilo carente de florituras, sin alardes de erudito. Todos ellos están llenos de sencillez y claridad.
En 1916 y tras cumplir los setenta años, solicitó del ministro autorización para seguir en su cátedra, circunstancia que le fue reconocida y que le permitió jubilarse dos años después.
Falleció en la ciudad de Granada el 10 de julio de 1923, en su celda austera de la Abadía del Sacromonte. Fue enterrado en una sencilla cripta en la capilla de la Casa Madre del Ave-María. En su lápida están escritas las letras “A. M.” que rubrican su vida humilde y sencilla.
En la Casa Madre se encuentra su museo personal con todo lo relacionado con él, túnicas, etc. En la Archidiócesis de Granada tiene causa de beatificación abierta. Murió en Granada el 10 de julio de 1923, a la edad de 76 años.

## Reconocimientos
Debido a su carácter humilde y sencillo, rechazó durante su vida numerosos cargos y honores como el de caballero de la Orden de Carlos III, Abreviador de la Nunciatura, Auditor de la Rota, rector de la Universidad de Granada o Abad del monasterio del Sacromonte. También por su labor pedagógica en beneficio de los más desfavorecidos, recibió varios reconocimientos: en 1900 se le nombró Hijo Predilecto de Granada y, unos años después, de la Provincia de Burgos; en 1902 obtenía la Gran Cruz de la Orden Civil de Alfonso XII y era nombrado consejero de Instrucción Pública por el Conde Romanones; en 1914, la junta de la Facultad de Derecho de Granada le propone para los premios contenidos en el Real Decreto de 6 de septiembre de 1908 para los catedráticos que se habían distinguido en el ejercicio de su cargo, y al morir en 1923 recibió honores militares. Su humildad hacen que no asistiera a ninguno de estos actos. Don Andrés mereció los elogios como persona responsable, sencilla y seria desde su juventud, fue profesor concienzudo y sacerdote humilde y ejemplar. Su personalidad sobria, hizo que los honores que en vida le rindieron, no hiciesen mella en él.

## Escritos pedagógicos

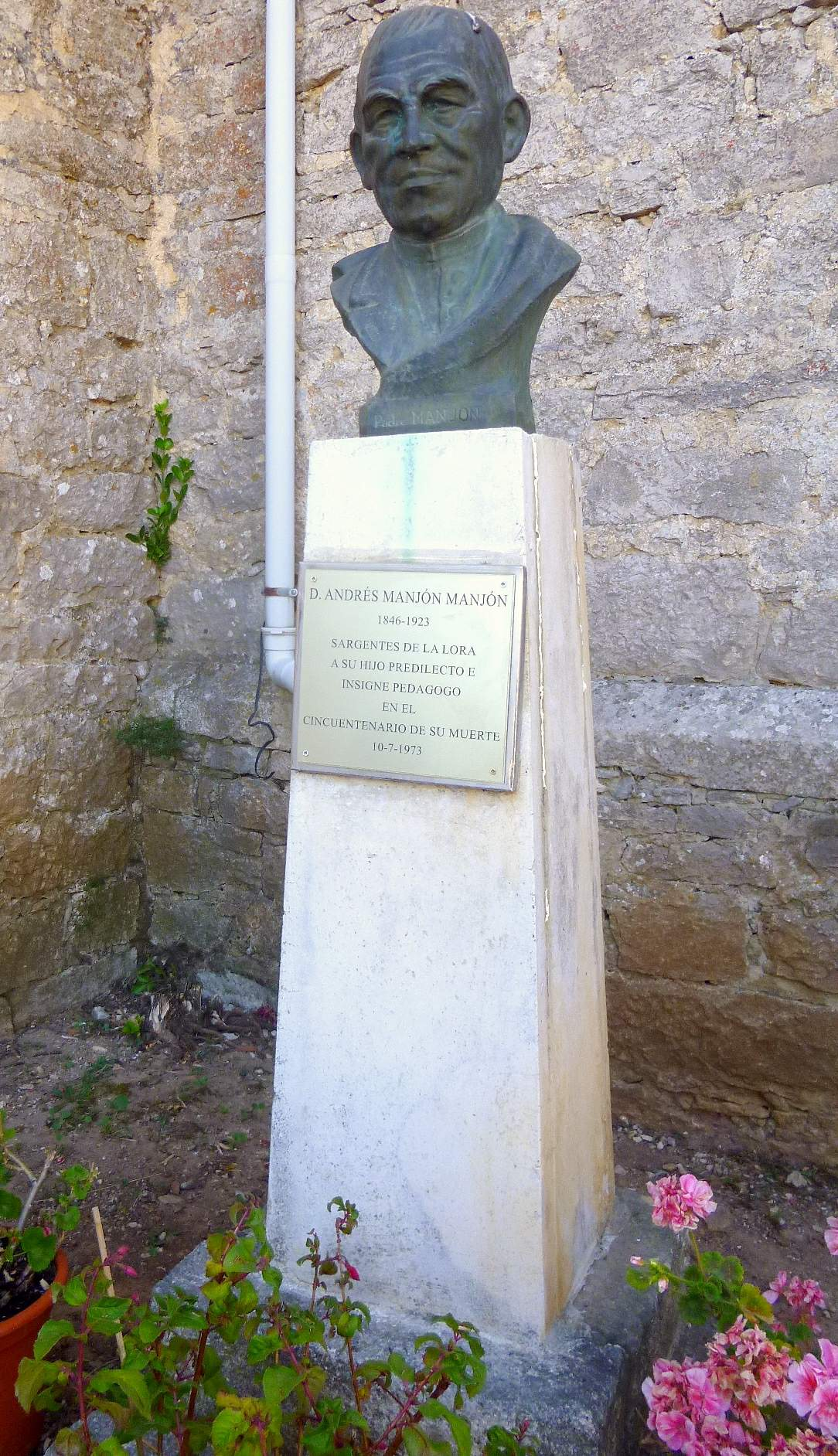
Monumento al Padre Manjón en su Sargentes de la Lora natal

Toda la pedagogía manjoniana debe ser entendida como una reacción contra la pasividad del alumno; como él mismo dice, "El ejercicio es necesario y en la calidad y modo de él está la ciencia del desarrollo y de la educación" Repudia los símiles ya tópicos que venían repitiéndose desde la antigüedad y aun fueron tomados después por John Locke y Johann Friedrich Herbart: ni cera que se funda, ni barro que se modela, ni tabla que se pinte, ni vaso que se llena, ni hoja que se escribe. El niño no es nada de esto, y con ninguna de estas cosas se le puede comparar; es, por el contrario, "un ser activo con destino propio que nadie más que él tiene que cumplir, y con facultades propias que ningún otro puede permutar: al educador toca tomarle tal cual es, para perfeccionarle y ayudarle; pero de modo alguno puede reemplazarle y ocupar su puesto".
Se suele considerar su obra maestra El maestro mirando hacia fuera o de dentro afuera (1923); considera a este como luz de las virtudes y formador de hombres conscientes de sus deberes. En Hojas paterno-escolares trata sobre la educación en el seno de la familia, en El catequista sitúa al catecismo como eje en torno al cual gira toda la educación y en Hojas históricas del Ave-María habla con amenidad sobre la fundación de sus escuelas con interesantes notas sociales y pedagógicas.

### Patriotismo
El patriotismo fue uno de los aspectos más destacados en la figura de Andrés Manjón. Para Manjón, se trataba de una virtud esencial que debía enseñarse a los niños en la escuela. El padre agustino Jesús Delgado definiría de este modo la manera en que Manjón entendía el patriotismo:

El patriotismo para Manjón es a manera de lazo que junta en un haz todas las demás virtudes. El patriotismo hace del hombre un soldado que sirve a su patria, no sólo en las filas de la milicia, sino en todos los estados, en todos los actos y en todos los instantes de la vida: puesto que el hombre no puede dejar de ser parte integrante de su patria y, por ley de naturaleza, debe mirar a su patria como la parte al todo; amarla, como el hijo a su madre; servirla, como el vasallo a su reina; defenderla, como al hogar paterno; estimarla, como el heredero a su único patrimonio; mejorarla y acrecentarla, como los hijos nobles y bien criados el radio de su hacienda y la gloria de sus antepasados. Velando y durmiendo, el hombre debe ser patriota; el aliento de la vida debe ser para quien nos da la vida.

Manjón practicaría este modo de entender el patriotismo en sus escuelas y en sus escritos. Según Delgado, como ciudadano, Manjón pagaba escrupulosamente los impuestos; como publicista, defendía briosamente en sus escritos la honra de España; y como pedagogo, «sentía la gran obligación de hacer a los niños, patriotas; y les enseñaba a conocer a la patria en sus hechos y en sus hombres, a celebrarla en sus triunfos y a llorarla en sus derrotas».
En las escuelas del Ave María los días festivos eran festines de patriotismo y para anunciar la fiesta, se izaba la bandera de España, que era símbolo de júbilo para todo el alumnado de las escuelas. La bandera era considerada «la enseña sacrosanta de todos los heroísmos y de todos los amores». Los escolares la cantaban en sus himnos, y, al son de marciales bandas infantiles, la paseaban en triunfo. Según el padre Delgado, en las escuelas de Andrés Manjón podría haber niños apocados y cobardes, pero no traidores o apátridas.
Sin embargo, Manjón despreciaba al mismo tiempo el "patrioterismo" y el menosprecio a otras naciones, y decía al respecto:

Sea el maestro un patriota sincero, convencido, entusiasta y al mismo tiempo razonable, culto, cristiano y humano, ponderando todo lo bueno de su patria, sin incurrir en el fanatismo patriotero, que es una especie de idolatría cívica, odiando o menospreciando a otras naciones, en las cuales hay, como en la suya, bienes y males, buenos y malos.

### Oposición a las escuelas laicas
Andrés Manjón se opuso siempre férreamente a las escuelas laicas, que consideraba que no eran realmente neutras, sino anticristianas. En 1910 escribió Las escuelas laicas, donde dejó escrita toda su oposición.
En sus Orientaciones pedagógicas escribió:

Yo creo que, bajo el punto de vista religioso (del cual brotan el orden moral, social y político en su fondo), todas las Escuelas, altas o bajas, chicas o grandes, se pueden clasificar en dos grupos: Escuelas de Dios y Escuelas del Diablo. En otras palabras: por lo que hace a religión, y en nuestra Patria y raza, las Escuelas se dividen en cristianas y no cristianas o laicas, esto es, en amigas de Cristo y de los cristianos o enemigas de Cristo y de los hombres e instituciones todas del Cristianismo en cuanto tales.

Repasad en vuestra mente los ejemplos que conozcáis y veréis como (franca y solapadamente, pero siempre real y efectivamente) toda escuela laica es un semillero de anticristianos, toda escuela no cristiana es un centro de odio y desvío del Cristianismo. Y si las cosas son así, como son hay que tomarlas; la escuela laica es, entre nosotros, la escuela anticatólica. Lo he dicho un millón de veces y lo repetiré otras tantas.

## Colegios

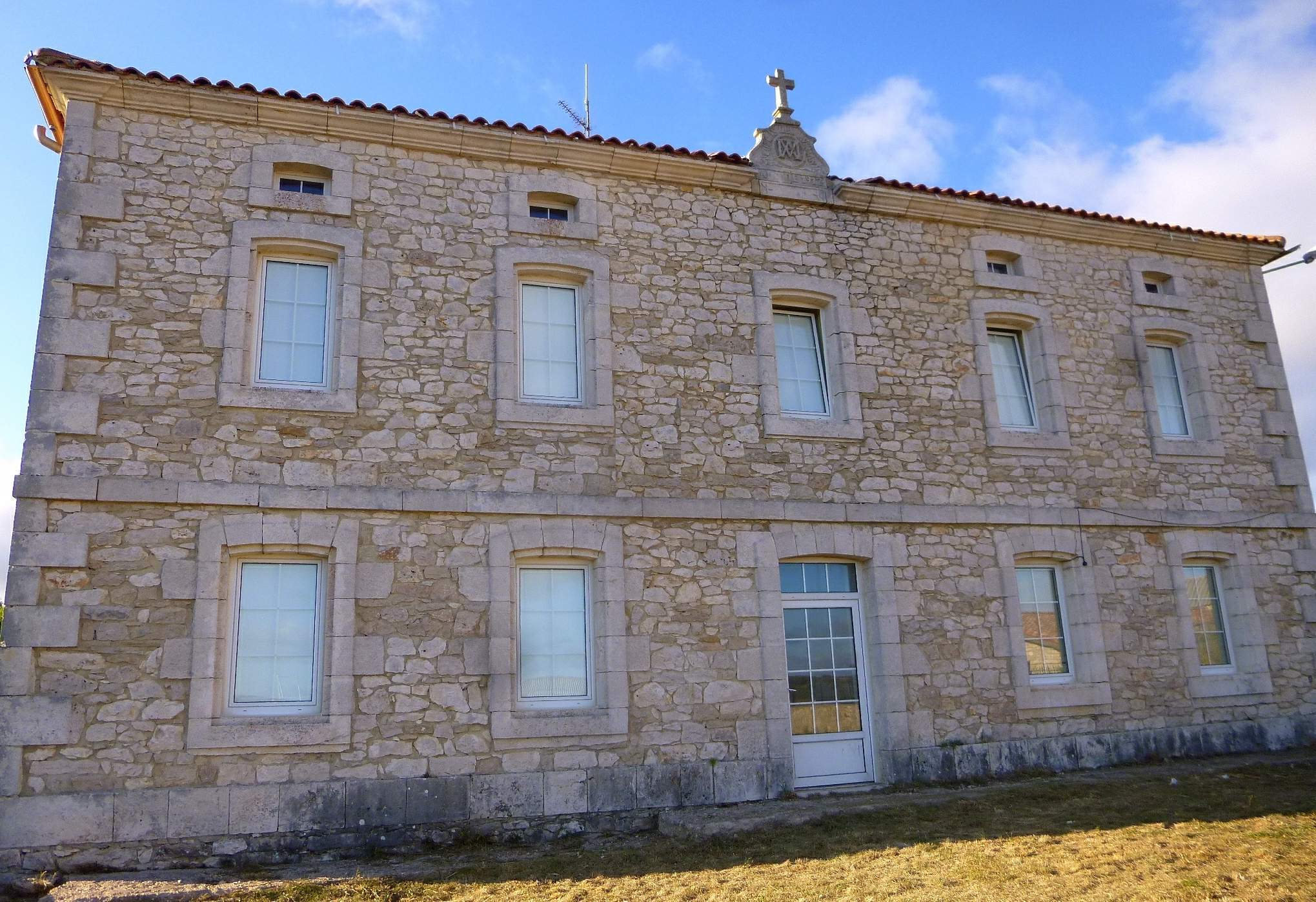
Escuela del Ave María erigida en 1917 por el Padre Manjón en su localidad natal, Sargentes de la Lora

A lo largo del siglo XX se han construido colegios en Granada que pertenecen al Patronato de las Escuelas del Ave María.
La primera escuela fundada por Andrés Manjón fue el Colegio Ave María Casa Madre.
Más tarde se construyeron otros colegios rodeando Granada:
- San Cristóbal
- La Quinta
- Vistillas
- San Isidro

Y otros que están en la provincia:
- Albolote
- Esparraguera (Motril)
- Varadero (Motril)

## Proceso de Canonización
El 23 de noviembre de 2020, la Congregación para las Causas de los Santos promulgó un decreto por el que se reconocían las virtudes heroicas del padre Manjón, que pasa a denominarse venerable siervo de Dios, a la espera de que se reconozca un milagro para ser beatificado.

## Obras

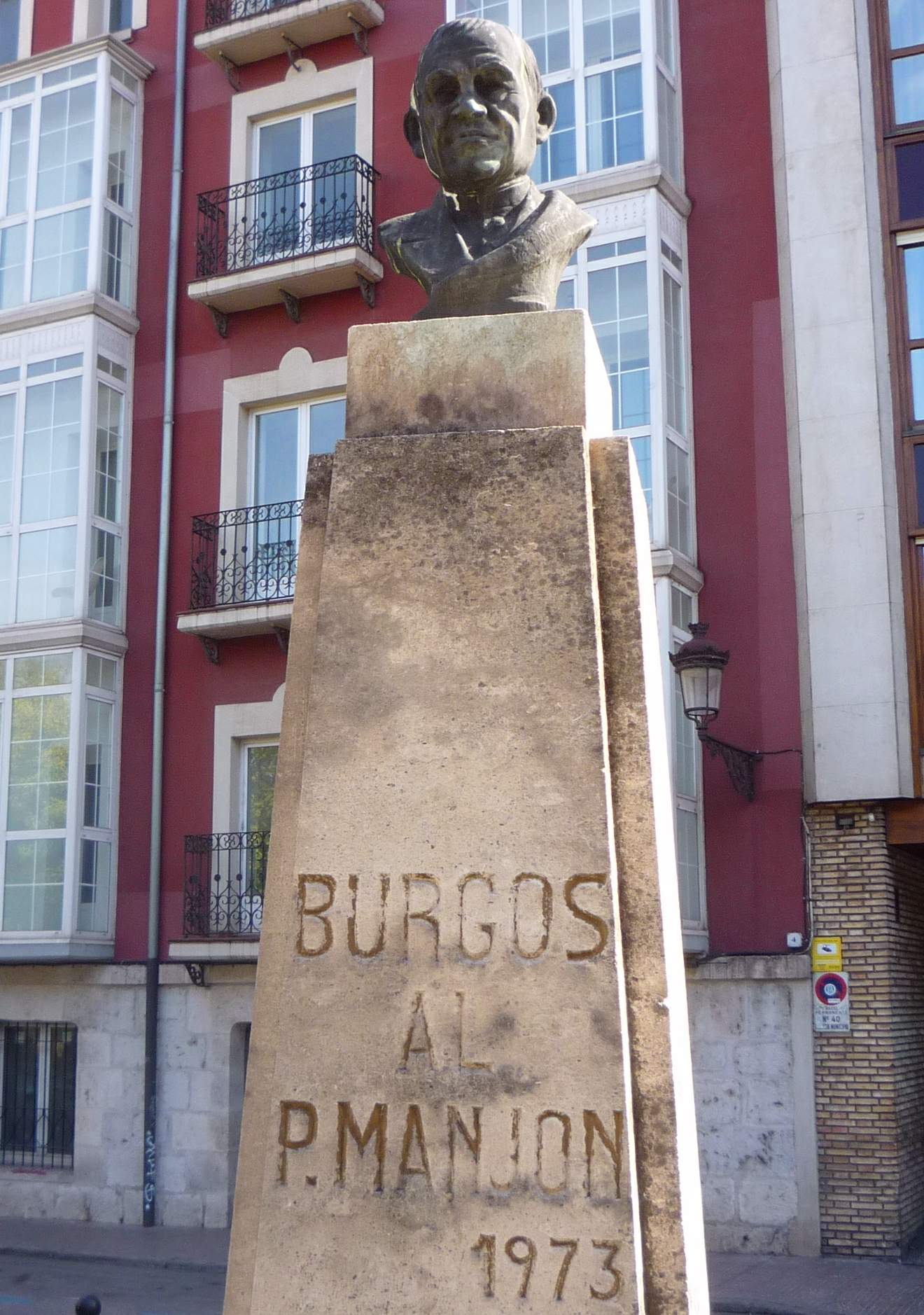
Monumento al Padre Manjón en Burgos

### Pedagógicas
- Edición nacional de las Obras selectas. Patronato de las Escuelas del Ave María, 1945-1956, 10 vols.
- Discurso leído en la solmene apertura del curso académico de 1897-1899 en la Universidad literaria de Granada, 4.ª ed. Granada: Imprenta de las Escuelas del Ave María, 1905.
- El Catecismo como asignatura céntrica. Granada: Escuelas del Ave María, 1927, 2.ª ed.
- El Catequista. Hojas meramente catequistas del Ave María, Granada, Imprenta de las Escuelas del Ave María, 1927.
- El gitano et ultra. Hojas de educación social et ultra del Ave-María, Granada: Imprenta de las Escuelas del Ave María, 1921.
- El Maestro mirando hacia afuera o de dentro afuera, Madrid: Imprenta de la Revista de Archivos, Bibliotecas y Museos, 1923.
- El pensamiento del Ave-María, Granada: Imp. de las Escuelas del Ave-María, 1935-1936, 3 vols.
- Hojas catequistas y pedagógicas del Ave-María, Granada: Imprenta de las Escuelas del Ave-María, 1921. 5 vols.
- Hojas históricas del Ave-María. Granada: Imprenta de las Escuelas del Ave-María, 1921.
- Hojas paterno-escolares del Ave-María, Granada, Imprenta de las Escuelas del Ave-María, 1916.

### Religiosas
- Visitas al Santísimo Sacramento (1916)

### Jurídicas
- Derecho eclesiástico (1879-1881)
- Instituciones de derecho canónico (1895)
- Instituciones de Derecho Público Eclesiástico (1899).